# Europaspiele 2015/Teilnehmer (Norwegen)
| Gelbes Symbol für Goldmedaillen mit stilisierten Olympischen Ringen | Graues Symbol für Silbermedaillen mit stilisierten Olympischen Ringen | Braundes Symbol für Bronzemedaillen mit stilisierten Olympischen Ringen |
| ------------------------------------------------------------------- | --------------------------------------------------------------------- | ----------------------------------------------------------------------- |
| —                                                                   | —                                                                     | 2                                                                       |

Norwegen nahm in Baku an den Europaspielen 2015 teil. Vom Norges idrettsforbund og olympiske og paralympiske komité wurden 53 Athleten in 13 Sportarten nominiert.

## Beachvolleyball
| Athleten                          | Gruppenphase                              | 1. Runde (32er)                               | 1. Runde (32er) | Achtelfinale | Achtelfinale | Viertelfinale | Viertelfinale | Halbfinale | Halbfinale | Finale/Spiel um Bronze | Finale/Spiel um Bronze | Rang |
| Athleten                          | Gruppenphase                              | Gegner                                        | Ergebnis        | Gegner       | Ergebnis     | Gegner        | Ergebnis      | Gegner     | Ergebnis   | Gegner                 | Ergebnis               | Rang |
| --------------------------------- | ----------------------------------------- | --------------------------------------------- | --------------- | ------------ | ------------ | ------------- | ------------- | ---------- | ---------- | ---------------------- | ---------------------- | ---- |
| Frauen                            |                                           |                                               |                 |              |              |               |               |            |            |                        |                        |      |
| Victoria Kjølberg Janne Kongshavn | Spanien 0:2 Belgien 0:2 Russland 0:2      | –                                             | –               | –            | –            | –             | –             | –          | –          | –                      | –                      |      |
| Männer                            |                                           |                                               |                 |              |              |               |               |            |            |                        |                        |      |
| Oeivind Hordvik Morten Kvamsdal   | Italien 0:2 Aserbaidschan 2:1 Litauen 2:0 | Lettland Aleksandrs Solovejs Ruslans Sorokins | 1:2             | –            | –            | –             | –             | –          | –          | –                      | –                      |      |

## Bogenschießen
| Athleten                             | Wettbewerb | Platzierungsrunde | Platzierungsrunde | 1. Runde (64er)        | 1. Runde (64er) | 2. Runde (32er) | 2. Runde (32er) | Achtelfinale | Achtelfinale | Viertelfinale | Viertelfinale | Halbfinale | Halbfinale | Finale/Spiel um Bronze | Finale/Spiel um Bronze | Rang |
| Athleten                             | Wettbewerb | Ringe             | Rang              | Gegner                 | Ergebnis        | Gegner          | Ergebnis        | Gegner       | Ergebnis     | Gegner        | Ergebnis      | Gegner     | Ergebnis   | Gegner                 | Ergebnis               | Rang |
| ------------------------------------ | ---------- | ----------------- | ----------------- | ---------------------- | --------------- | --------------- | --------------- | ------------ | ------------ | ------------- | ------------- | ---------- | ---------- | ---------------------- | ---------------------- | ---- |
| Frauen                               |            |                   |                   |                        |                 |                 |                 |              |              |               |               |            |            |                        |                        |      |
| Line Blomen Ridderstrom              | Einzel     | 604               | 52                | Yasemin Anagoz         | 2 : 6           | –               | –               | –            | –            | –             | –             | –          | –          | –                      | –                      |      |
| Männer                               |            |                   |                   |                        |                 |                 |                 |              |              |               |               |            |            |                        |                        |      |
| Christoffer Furnes                   | Einzel     | 608               | 59                | Pierre Plihon          | 2 : 6           | –               | –               | –            | –            | –             | –             | –          | –          | –                      | –                      |      |
| Paul Andre Hagen                     | Einzel     | 646               | 41                | Juan Ignacio Rodríguez | 2 : 6           | –               | –               | –            | –            | –             | –             | –          | –          | –                      | –                      |      |
| Bård Nesteng                         | Einzel     | 658               | 26                | Rok Bizjak             | 6 : 0           | Anton Prylepau  | 0 : 6           | –            | –            | –             | –             | –          | –          | –                      | –                      |      |
| Mannschaft                           | Mannschaft | 1912              | 11                | –                      | –               | –               | –               | Deutschland  | 1 : 5        | –             | –             | –          | –          | –                      | –                      |      |
| Mixed                                |            |                   |                   |                        |                 |                 |                 |              |              |               |               |            |            |                        |                        |      |
| Line Blomen Ridderstrom Bård Nesteng | Team       | 1262              | 23                | –                      | –               | –               | –               | –            | –            | –             | –             | –          | –          | –                      | –                      |      |

## Boxen
| Athleten         | Wettbewerb                  | 1. Runde (32er) | 1. Runde (32er) | Achtelfinale | Achtelfinale | Viertelfinale | Viertelfinale | Halbfinale | Halbfinale | Finale | Finale   | Rang |
| Athleten         | Wettbewerb                  | Gegner          | Ergebnis        | Gegner       | Ergebnis     | Gegner        | Ergebnis      | Gegner     | Ergebnis   | Gegner | Ergebnis | Rang |
| ---------------- | --------------------------- | --------------- | --------------- | ------------ | ------------ | ------------- | ------------- | ---------- | ---------- | ------ | -------- | ---- |
| Frauen           |                             |                 |                 |              |              |               |               |            |            |        |          |      |
| Camilla Johansen | Fliegengewicht bis 51 kg    | –               | –               | Ceire Smith  | 0:3          | –             | –             | –          | –          | –      | –        |      |
| Männer           |                             |                 |                 |              |              |               |               |            |            |        |          |      |
| Salavat Khatuev  | Halbweltergewicht bis 64 kg | Creol Clarence  | 0:3             | –            | –            | –             | –             | –          | –          | –      | –        |      |

## Fechten
| Athleten         | Wettbewerb   | Gruppenphase | Gruppenphase | 1. Runde (32er) | 1. Runde (32er) | Achtelfinale    | Achtelfinale | Viertelfinale          | Viertelfinale | Halbfinale / Klassifikation | Halbfinale / Klassifikation | Finale / Platzierung | Finale / Platzierung | Rang   |
| Athleten         | Wettbewerb   | Bilanz       | Platzierung  | Gegner          | Ergebnis        | Gegner          | Ergebnis     | Gegner                 | Ergebnis      | Gegner                      | Ergebnis                    | Gegner               | Ergebnis             | Rang   |
| ---------------- | ------------ | ------------ | ------------ | --------------- | --------------- | --------------- | ------------ | ---------------------- | ------------- | --------------------------- | --------------------------- | -------------------- | -------------------- | ------ |
| Männer           |              |              |              |                 |                 |                 |              |                        |               |                             |                             |                      |                      |        |
| Bartosz Piasecki | Degen Einzel | 3:3 Siege    | 4            | Yannick Borel   | 15:14           | José Luis Abajo | 15:12        | Frederik Von der Osten | 15:14         | Sergei Chodos               | 15:12                       | –                    | –                    | Bronze |

## Kanu
| Athleten     | Wettbewerb | Vorlauf    | Vorlauf | Halbfinale | Halbfinale | Finale          | Finale          | Rang |
| Athleten     | Wettbewerb | Zeit (min) | Rang    | Zeit (min) | Rang       | Zeit (min)      | Rang            | Rang |
| ------------ | ---------- | ---------- | ------- | ---------- | ---------- | --------------- | --------------- | ---- |
| Männer       |            |            |         |            |            |                 |                 |      |
| Daniel Salbu | K1 1000 m  | 3:43,027   | 16      | 3:43,027   | 22         | –               | –               |      |
| Daniel Salbu | K1 5000 m  | –          | –       | –          | –          | disqualifiziert | disqualifiziert |      |

## Karate
| Athleten              | Wettbewerb        | Gruppenphase                                          | Gruppenphase | Halbfinale | Halbfinale | Finale/Kampf um Bronze | Finale/Kampf um Bronze | Rang |
| Athleten              | Wettbewerb        | Gegner                                                | Ergebnis     | Gegner     | Ergebnis   | Gegner                 | Ergebnis               | Rang |
| --------------------- | ----------------- | ----------------------------------------------------- | ------------ | ---------- | ---------- | ---------------------- | ---------------------- | ---- |
| Frauen                |                   |                                                       |              |            |            |                        |                        |      |
| Bettina Alstadsaether | Kumite über 68 kg | Emily Thouy Cristina Ferrer García Branka Arandelovic | 0:7 0:3 0:4  | –          | –          | –                      | –                      |      |

## Radsport

### BMX
| Athleten       | Wettbewerb | Qualifikation | Qualifikation | Viertelfinale | Viertelfinale | Halbfinale | Halbfinale | Finale | Finale | Rang |
| Athleten       | Wettbewerb | Zeit          | Rang          | Punkte        | Rang          | Zeit       | Rang       | Zeit   | Rang   | Rang |
| -------------- | ---------- | ------------- | ------------- | ------------- | ------------- | ---------- | ---------- | ------ | ------ | ---- |
| Männer         |            |               |               |               |               |            |            |        |        |      |
| Tore Navrestad | Race       | 33,979 s      | 13            | 19            | 7             | –          | –          | –      | –      |      |

### Mountainbike
| Athleten           | Wettbewerb    | Zeit (h)   | Rang       |
| ------------------ | ------------- | ---------- | ---------- |
| Männer             |               |            |            |
| Sondre Kristiansen | Cross-Country | überrundet | überrundet |

### Straße
| Athleten                | Wettbewerb      | Zeit                 | Rang                 |
| ----------------------- | --------------- | -------------------- | -------------------- |
| Frauen                  |                 |                      |                      |
| Miriam Bjørnsrud        | Straßenrennen   | Rennen nicht beendet | Rennen nicht beendet |
| Cecilie Gotaas Johnsen  | Straßenrennen   | 3:25:57              | 31                   |
| Cecilie Gotaas Johnsen  | Einzelzeitfahrt | 35:57,58             | 19                   |
| Männer                  |                 |                      |                      |
| Reidar Bohlin Borgersen | Einzelzeitfahrt | 1:03:32,05           | 17                   |

## Ringen
| Athleten                         | Wettbewerb       | 1. Runde              | 1. Runde | Achtelfinale     | Achtelfinale | Viertelfinale  | Viertelfinale | Halbfinale | Halbfinale | Hoffnungsrunde Viertelfinale | Hoffnungsrunde Viertelfinale | Hoffnungsrunde Halbfinale | Hoffnungsrunde Halbfinale | Hoffnungsrunde Finale | Hoffnungsrunde Finale | Finale | Finale   | Rang   |
| Athleten                         | Wettbewerb       | Gegner                | Ergebnis | Gegner           | Ergebnis     | Gegner         | Ergebnis      | Gegner     | Ergebnis   | Gegner                       | Ergebnis                     | Gegner                    | Ergebnis                  | Gegner                | Ergebnis              | Gegner | Ergebnis | Rang   |
| -------------------------------- | ---------------- | --------------------- | -------- | ---------------- | ------------ | -------------- | ------------- | ---------- | ---------- | ---------------------------- | ---------------------------- | ------------------------- | ------------------------- | --------------------- | --------------------- | ------ | -------- | ------ |
| Freistil Frauen                  |                  |                       |          |                  |              |                |               |            |            |                              |                              |                           |                           |                       |                       |        |          |        |
| Grace Bullen                     | Klasse bis 58 kg | –                     | –        | Emese Barka      | 0:5          | –              | –             | –          | –          | Walerija Koblowa             | 5:0                          | Irina Netreba             | 5:0                       | –                     | –                     | –      | –        | Bronze |
| griechisch-römischer Stil Männer |                  |                       |          |                  |              |                |               |            |            |                              |                              |                           |                           |                       |                       |        |          |        |
| Stig André Berge                 | Klasse bis 59 kg | –                     | –        | Daniel Kocar     | 4:0          | Elman Muxtarov | 1:3           | –          | –          | –                            | –                            | –                         | –                         | –                     | –                     | –      | –        |        |
| Marius Thommesen                 | Klasse bis 66 kg | Aleksandar Maksimović | 0:3      | –                | –            | –              | –             | –          | –          | –                            | –                            | –                         | –                         | –                     | –                     | –      | –        |        |
| Petter Karlsen                   | Klasse bis 71 kg | –                     | –        | Mindia Zulukidse | 1:3          | –              | –             | –          | –          | –                            | –                            | –                         | –                         | –                     | –                     | –      | –        |        |
| Rasmus Tjoerstad                 | Klasse bis 85 kg | Nikolai Bairjakow     | 3:1      | Metehan Başar    | 0:3          | –              | –             | –          | –          | –                            | –                            | –                         | –                         | –                     | –                     | –      | –        |        |
| Felix Baldauf                    | Klasse bis 98 kg | Vilius Laurinaitis    | 0:5      | –                | –            | –              | –             | –          | –          | –                            | –                            | –                         | –                         | –                     | –                     | –      | –        |        |

## Schießen
| Athleten                    | Klasse  | Wettbewerb                           | Qualifikation   | Qualifikation | Finale          | Finale | Rang |
| Athleten                    | Klasse  | Wettbewerb                           | Ringe/ Scheiben | Rang          | Ringe/ Scheiben | Rang   | Rang |
| --------------------------- | ------- | ------------------------------------ | --------------- | ------------- | --------------- | ------ | ---- |
| Frauen                      |         |                                      |                 |               |                 |        |      |
| Malin Westerheim            | Gewehr  | Luftgewehr 10 m                      | 411,1           | 25            | –               | –      |      |
| Malin Westerheim            | Gewehr  | Kleinkaliber Dreistellungskampf 50 m | 571             | 27            | –               | –      |      |
| Männer                      |         |                                      |                 |               |                 |        |      |
| Tore Brovold                | Flinte  | Skeet                                | 121             | 11            | –               | –      |      |
| Ole Magnus Bakken           | Gewehr  | Luftgewehr 10 m                      | 623,1           | 16            | –               | –      |      |
| Stian Bogar                 | Gewehr  | Kleinkaliber liegend 50 m            | 610,0           | 28            | –               | –      |      |
| Odd Arne Brekne             | Gewehr  | Kleinkaliber liegend 50 m            | 617,0           | 5             | 142,5           | 5      | 5    |
| Ole Kristian Bryhn          | Gewehr  | Kleinkaliber Dreistellungskampf 50 m | 1127            | 32            | –               | –      |      |
| Are Hansen                  | Gewehr  | Luftgewehr 10 m                      | 622,3           | 18            | –               | –      |      |
| Are Hansen                  | Gewehr  | Kleinkaliber Dreistellungskampf 50 m | 1150            | 11            | –               | –      |      |
| Pål Hembre                  | Pistole | Sportpistole 25 m                    | 575             | 11            | –               | –      |      |
| Mixed                       |         |                                      |                 |               |                 |        |      |
| Malin Westerheim Are Hansen | Gewehr  | Luftgewehr 10 m                      | 521,4           | 2             | –               | –      |      |

## Taekwondo
| Athleten         | Wettbewerb        | Achtelfinale   | Achtelfinale | Viertelfinale | Viertelfinale | Hoffnungsrunde Halbfinale | Hoffnungsrunde Halbfinale | Halbfinale | Halbfinale | Hoffnungsrunde Finale / Bronzekampf | Hoffnungsrunde Finale / Bronzekampf | Finale | Finale   | Rang |
| Athleten         | Wettbewerb        | Gegner         | Ergebnis     | Gegner        | Ergebnis      | Gegner                    | Ergebnis                  | Gegner     | Ergebnis   | Gegner                              | Ergebnis                            | Gegner | Ergebnis | Rang |
| ---------------- | ----------------- | -------------- | ------------ | ------------- | ------------- | ------------------------- | ------------------------- | ---------- | ---------- | ----------------------------------- | ----------------------------------- | ------ | -------- | ---- |
| Frauen           |                   |                |              |               |               |                           |                           |            |            |                                     |                                     |        |          |      |
| Tina Skaar       | Klasse über 67 kg | Reshmie Oogink | 5:11         | –             | –             | –                         | –                         | –          | –          | –                                   | –                                   | –      | –        |      |
| Männer           |                   |                |              |               |               |                           |                           |            |            |                                     |                                     |        |          |      |
| Richard Ordemann | Klasse bis 80 kg  | Albert Gaun    | 5:12         | –             | –             | Arman Jeremjan            | 8:4                       | –          | –          | Júlio Ferreira                      | 5:6                                 | –      | –        | 4    |

## Triathlon
| Athleten             | Wettbewerb | Zeit (h)      | Rang          |
| -------------------- | ---------- | ------------- | ------------- |
| Frauen               |            |               |               |
| Lotte Miller         | Einzel     | 2:06:39       | 20            |
| Männer               |            |               |               |
| Kristian Blummenfelt | Einzel     | 1:50:43       | 14            |
| Gustav Iden          | Einzel     | nicht beendet | nicht beendet |

## Turnen

### Geräteturnen
| Athletinnen       | Wettbewerb           | Sprung | Sprung | Stufenbarren | Stufenbarren | Boden  | Boden | Schwebebalken | Schwebebalken | Gesamt | Gesamt |
| Athletinnen       | Wettbewerb           | Punkte | Rang   | Punkte       | Rang         | Punkte | Rang  | Punkte        | Rang          | Punkte | Rang   |
| ----------------- | -------------------- | ------ | ------ | ------------ | ------------ | ------ | ----- | ------------- | ------------- | ------ | ------ |
| Frauen            |                      |        |        |              |              |        |       |               |               |        |        |
| Solveig Berg      | Qualifikation        | –      | –      | 10,400       | 61           | 10,433 | 78    | 11,900        | 43            | 45,633 | 64     |
| Sofie Raaten      | Qualifikation        | –      | –      | 9,500        | 75           | 11,366 | 65    | 11,266        | 60            | 45,132 | 68     |
| Martine Skregelid | Qualifikation        | –      | –      | 10,533       | 56           | 10,600 | 77    | 12,300        | 35            | 46,599 | 55     |
| Mannschaft        | Mehrkampf Mannschaft | 26,166 | 21     | 20,933       | 22           | 21,966 | 25    | 24,200        | 18            | 93,265 | 23     |

| Athleten         | Wettbewerb           | Boden  | Boden | Pauschenpferd | Pauschenpferd | Ringe  | Ringe | Sprung | Sprung | Barren | Barren | Reck   | Reck | Gesamt  | Gesamt |
| Athleten         | Wettbewerb           | Punkte | Rang  | Punkte        | Rang          | Punkte | Rang  | Punkte | Rang   | Punkte | Rang   | Punkte | Rang | Punkte  | Rang   |
| ---------------- | -------------------- | ------ | ----- | ------------- | ------------- | ------ | ----- | ------ | ------ | ------ | ------ | ------ | ---- | ------- | ------ |
| Männer           |                      |        |       |               |               |        |       |        |        |        |        |        |      |         |        |
| Marcus Conradi   | Qualifikation        | 13,966 | 36    | 13,266        | 33            | 12,433 | 59    | –      | –      | 13,466 | 44     | 13,033 | 60   | 80,197  | 39     |
| Pietro Giachino  | Qualifikation        | 13,800 | 40    | 12,233        | 61            | 13,133 | 45    | –      | –      | 12,833 | 68     | 13,966 | 26   | 79,598  | 42     |
| Stian Skjerahaug | Qualifikation        | 14,433 | 15    | 13,200        | 37            | 13,200 | 41    | –      | –      | 14,300 | 24     | 13,900 | 28   | 83,299  | 21     |
| Mannschaft       | Mannschaft Mehrkampf | 28,399 | 11    | 26,466        | 11            | 26,333 | 21    | 28,299 | 15     | 27,766 | 13     | 27,866 | 12   | 165,129 | 11     |
| Stian Skjerahaug | Mehrkampf Einzel     | 14,400 | 10    | 14,033        | 8             | 12,966 | 15    | 14,366 | 9      | 13,700 | 16     | 13,366 | 13   | 82,831  | 12     |

## Wassersport

### Schwimmen
Hier fanden Jugendwettbewerbe statt. Bei den Frauen ist das die U17 (Jahrgang 1999) und bei den Männern die U19 (Jahrgang 1997).
| Athleten                                                             | Wettbewerb          | Vorlauf          | Vorlauf          | Halbfinale  | Halbfinale | Finale      | Finale | Rang |
| Athleten                                                             | Wettbewerb          | Zeit             | Rang             | Zeit        | Rang       | Zeit        | Rang   | Rang |
| -------------------------------------------------------------------- | ------------------- | ---------------- | ---------------- | ----------- | ---------- | ----------- | ------ | ---- |
| Frauen                                                               |                     |                  |                  |             |            |             |        |      |
| Ariel Braathen                                                       | 50 m Brust          | 32,82 s          | 13               | 32,90 s     | 13         | -           | -      |      |
| Ariel Braathen                                                       | 100 m Brust         | 1:11,43 min      | 7                | 1:11,99 min | 12         | -           | -      |      |
| Ariel Braathen                                                       | 200 m Brust         | 2:32,66 min      | 8                | 2:32,82 min | 6          | 2:34,71 min | 7      | 7    |
| Marte Løvberg                                                        | 50 m Freistil       | 26,52 s          | 9                | 26,08 s     | 5          | 25,92 s     | 5      | 5    |
| Marte Løvberg                                                        | 100 m Freistil      | 57,06 s          | 10               | 57,86 s     | 15         | -           | -      |      |
| Marte Løvberg                                                        | 200 m Freistil      | 2:04,14 min      | 10               | 2:02,85 min | 10         | -           | -      |      |
| Marte Løvberg                                                        | 400 m Freistil      | 4:24,26 min      | 19               | -           | -          | -           | -      |      |
| Männer                                                               |                     |                  |                  |             |            |             |        |      |
| Eivind Bjelland                                                      | 400 m Freistil      | 4:01,95 min      | 31               | -           | -          | -           | -      |      |
| Eivind Bjelland                                                      | 800 m Freistil      | -                | -                | -           | -          | 8:36,49 min | 24     | 24   |
| Eivind Bjelland                                                      | 1500 m Freistil     | -                | -                | -           | -          | 16:28.40    | 23     | 23   |
| Sigurd Boeen                                                         | 50 m Freistil       | 24,88 s          | 55               | -           | -          | -           | -      |      |
| Sigurd Boeen                                                         | 100 m Freistil      | 52,33 s          | 46               | -           | -          | -           | -      |      |
| Sigurd Boeen                                                         | 200 m Freistil      | 1:57,34 min      | 47               | -           | -          | -           | -      |      |
| Sigurd Boeen                                                         | 50 m Brust          | 30,04 s          | 34               | -           | -          | -           | -      |      |
| Sigurd Boeen                                                         | 50 m Schmetterling  | 25,14 s          | 27               | -           | -          | -           | -      |      |
| Ole-Mikal Fløgstad                                                   | 100 m Freistil      | 53,66 s          | 55               | -           | -          | -           | -      |      |
| Ole-Mikal Fløgstad                                                   | 200 m Freistil      | nicht angetreten | nicht angetreten | -           | -          | -           | -      |      |
| Ole-Mikal Fløgstad                                                   | 50 m Schmetterling  | 26,42 s          | 57               | -           | -          | -           | -      |      |
| Ole-Mikal Fløgstad                                                   | 100 m Schmetterling | 57,99 s          | 49               | -           | -          | -           | -      |      |
| Erik Gidskehaug                                                      | 400 m Freistil      | 3:58,96 min      | 23               | -           | -          | -           | -      |      |
| Erik Gidskehaug                                                      | 800 m Freistil      | -                | -                | -           | -          | 8:18,21 min | 15     | 15   |
| Erik Gidskehaug                                                      | 1500 m Freistil     | -                | -                | -           | -          | 15:52.85    | 15     | 15   |
| Marius Roedland                                                      | 50 m Freistil       | 24,18 s          | 47               | -           | -          | -           | -      |      |
| Marius Roedland                                                      | 100 m Freistil      | 51,32 s          | 21               | -           | -          | -           | -      |      |
| Marius Roedland                                                      | 50 m Schmetterling  | 24,62 s          | 14               | 24,51 s     | 12         | -           | -      |      |
| Mads Henry Steinland                                                 | 50 m Brust          | 29,64 s          | 30               | -           | -          | -           | -      |      |
| Mads Henry Steinland                                                 | 100 m Brust         | 1:04,94 min      | 28               | -           | -          | -           | -      |      |
| Mads Henry Steinland                                                 | 200 m Brust         | 2:21,87 min      | 25               | -           | -          | -           | -      |      |
| Eivind Bjelland Sigurd Boeen Ole-Mikal Fløgstad Marius Roedland      | 4×100 m Freistil    | disqualifiziert  | disqualifiziert  | -           | -          | -           | -      |      |
| Eivind Bjelland Sigurd Boeen Ole-Mikal Fløgstad Erik Gidskehaug      | 4×200 m Freistil    | disqualifiziert  | disqualifiziert  | -           | -          | -           | -      |      |
| Sigurd Boeen Ole-Mikal Fløgstad Marius Roedland Mads Henry Steinland | 4×100 m Lagen       | 3:55,31 min      | 16               | -           | -          | -           | -      |      |

### Wasserspringen
Hier fanden die Junioreneuropameisterschaften der U19 (Jahrgang 1997) statt.
| Athleten               | Wettbewerb        | Vorkampf | Vorkampf | Finale | Finale | Rang |
| Athleten               | Wettbewerb        | Punkte   | Rang     | Punkte | Rang   | Rang |
| ---------------------- | ----------------- | -------- | -------- | ------ | ------ | ---- |
| Frauen                 |                   |          |          |        |        |      |
| Julie Synnoeve Thorsen | Turmspringen 10 m | 290,15   | 19       | –      | –      |      |
| Anne Tuxen             | Kunstspringen 1 m | 318,25   | 21       | –      | –      |      |
| Anne Tuxen             | Kunstspringen 3 m | 331,70   | 23       | –      | –      |      |
| Anne Tuxen             | Turmspringen 10 m | 333,10   | 10       | 333,15 | 8      | 8    |